# クリューソテミス
クリューソテミス（古希: Χρυσοθεμις, Khrȳsothemis, ラテン語: Chrysothemis）は、ギリシア神話に登場する女性の名前である。同名の女性が複数知られている。日本語では長母音記号を省略しクリュソテミスともいう。
この名前は「黄金の掟」を意味する。

## 人物一覧
1. スタピュロスの妻。スタピュロスとの間に3人の娘ロイオー、モルパディアー、パルテノスを生んだ。
2. クレーテー島の神官カルマーノールの娘。音楽の競技を発明し、最初の勝者となった。
3. 黄昏の女神たちヘスペリデスの1人。リパラー、ステロペー、ヒュギエイアと同じくヘスペリデスの園に住んでいる。
4. アガメムノーンとクリュタイムネーストラーの娘。ラーオディケー、イーピアナッサと姉妹。小惑星のクリソテミスは彼女の名前が由来。